# Військовий цвинтар (Сімферополь)
Військовий цвинтар (крим. Arbiy mezarlıq) — цвинтар у Сімферополі, Автономна Республіка Крим, в Центральному районі.

## Опис
Знаходиться між вулицями Старозенітна (Чумакарська) та Громадянська поруч з Старовірменським цвинтарем.
Закрито для поховань, площа 2.1199 га.
Центральною домінантою біля цвинтаря є металевий шпиль. На постаменті шпиля встановлено прямокутну меморіальну дошку з габро, розміром 0,55×0,9 м, з написом: «Вічна слава Радянським воїнам, загиблим у боях за свободу та незалежність нашої Батьківщини у Великій Вітчизняній війні 1941—1945» (рос. «Вечная слава Советским воинам, павшим в боях за свободу и независимость нашей Родины в Великой Отечественной войне 1941—1945»). Під дошкою — барельєфне зображення лаврової гілки, пофарбоване у зелений колір. Перед основою шпиля розбиті дві прямокутні клумби з габаритними розмірами 0,75х0,75х0,35 м, огороджені бетонним парапетом.
Підходи до секторів здійснюються від центральної пішохідної алеї завширшки 11,7 м з бетонним покриттям. Зі східного боку алею огороджує бетонний парапет заввишки 0,15 м, із західного — парапет, покритий бетонними плитами, заввишки 0,4 м. На початку алеї, при вході на цвинтар, влаштований майданчик з бетонним покриттям, розміром 22,3×35,7 м, захищена бетонним парапетом, на якому встановлений металевий паркан заввишки 1,2 м, у вигляді стовпців із декоративним заповненням між ними. Від майданчика до алеї ведуть бетонні сходи шириною 8,0 м. Територія цвинтаря захищена бетонним парканом заввишки 2,5 м. Габаритні розміри цвинтаря — 167,0×133,0 м.
Сьогодні доступ на меморіальний цвинтар вільний, територія не зовсім доглянута, хоч і видно сліди ремонту обелісків та надгробків, не охороняється, а в погожий день тут гуляють підлітки та дітлахи з найближчих будинків.

## Історія
У період окупації міста німецько-румунськими військами під час Другої світової війни на околиці вірменського цвинтаря на вулиці Старозенітній були поховані військовополонені, замучені нацистами у таборах та в'язницях, а також підпільники та партизани. На території цвинтаря поховані радянські воїни 51-ї та Приморської армій, моряки Чорноморського флоту, що загинули у 1941 році, в період оборони Криму, радянські воїни 19-го танкового корпусу, 51-ї, 2-ї гвардійської та Окремої Приморської армії, загиблі у 1944 році в період звільнення Криму від нацистських загарбників, а також померлі від ран у сімферопольських шпиталях у 1944—1945 роках.
З 1946 року на території кладовища проводили поховання інвалідів Другої світової, що померли у 1946—1950 роках. Постановою Ради Міністрів СРСР від 14 жовтня 1948 року було засновано військовий цвинтар. У 1949—1951, 1967 роках на території військового цвинтаря було проведено перепоховання із села, а зараз району міста Сергіївка, парків та скверів міста Сімферополя, а також перепоховання з братніх та одиночних могил поза цвинтарем.
У 1971—1975 роках, у період реконструкції та благоустрою цвинтаря, здійснювалися перепоховання із секторів військового цвинтаря. Замість чотиригранних пірамід та прямокутних стовпчиків з альмінського каменю було встановлено типові надгробки з меморіальними дошками.
У 1982—1983 роках на території військового цвинтаря було проведено перепоховання останків радянських воїнів з 1-го цивільного цвинтаря міста Сімферополя.

## Відомі поховання
- Мошкарін Іван Миколайович (1921—1944) — Герой Радянського Союзу, майор Радянської Армії, в період боїв за визволення Криму від німецьких загарбників командував 432-м танковим батальйоном (101-ї танкової бригади, 19-го танкового корпусу, 4 Українського фронту). У листопаді 1944 року в бою під час форсування затоки Сиваша було смертельно поранено. Звання Героя Радянського Союзу було надано Мошкаріну І. М. посмертно; нагороджений орденами Леніна, Червоного Прапора, Богдана Хмельницького ІІІ ступеня, Вітчизняної війни І-го ступеня.
- Лебедєв Анатолій Тимофійович (1916—1948) — Герой Радянського Союзу, льотчик штурмової авіації, старший лейтенант Радянської Армії, учасник боїв за визволення Криму від німецьких загарбників, Білорусії, Польщі; нагороджений орденами Леніна, двома Червоного Прапора, Вітчизняної війни І-го ступеня, Червоної Зірки, медалями.
- Трубаченко Василь Петрович (1915—1941) — Герой Радянського Союзу, льотчик-винищувач, капітан Радянської Армії. У Радянській Армії з 1931 року брав участь у боях на річці Халхін-Гол (1939). На фронтах Другої світової війни з червня 1941 року з початком німецько-фашистського наступу на Крим восени 1941 року брав участь в оборонних боях. Здійснив 28 вильотів, збив 3 літаки супротивника, загинув в одному з боїв над Перекопом.
- Вілін Іван Петрович (18.05.1901-19.04.1944) — генерал-майор авіації, 1943 р. був заступником командира 214-ї штурмової авіадивізії, яка підтримувала ельтигенців і брала участь у Кримській наступальній операції. 17 квітня 1944 р. Іван Петрович атакував на мисі Херсонес ворожий аеродром. У бою його Іл-2 був підбитий, помер у сімферопольському військовому шпиталі. Герой був похований у Сімферополі у Профспілковому сквері, а на початку 70-х перепохований на Військовому цвинтарі міста. Нагороджений орденами Леніна, Вітчизняної війни І ступеня (посмертно). 18 травня 1948 року указом Президії Верховної Ради РРФСР село Бурлюк було перейменовано на Віліне. У селі встановлено пам'ятник льотчику Віліну І. П.
- Борзилов Семен Васильович (1893—1941) — командир ескадрону 1920 р. громив у Криму врангелівців. На початок Другої світової війни один із найдосвідченіших і уславлених танкових командирів Червоної армії. Надалі — командир 7-ї танкової дивізії 6-го механізованого корпусу. 4 червня 1940 року надано звання генерал-майора танкових військ. З серпня 1941 року — начальник автобронетанкових військ 51-ї армії. Убитий уламком у бою в районі оборони міста Армянська під Перекопом 28 вересня 1941 року. Був похований поблизу могили Комунарів у Комсомольському сквері м. Сімферополя. Перепохований у 1971—1975 роках на Військовому цвинтарі у Сімферополі.
- Новіков Василь Сергійович (1913—1945) — Герой Радянського Союзу, гвардії капітан, командир роти 184-го гвардійського стрілецького полку (62-а гвардійська стрілецька дивізія, 37-а армія, Степовий фронт), нагороджений двома орденами Леніна.

## Галерея

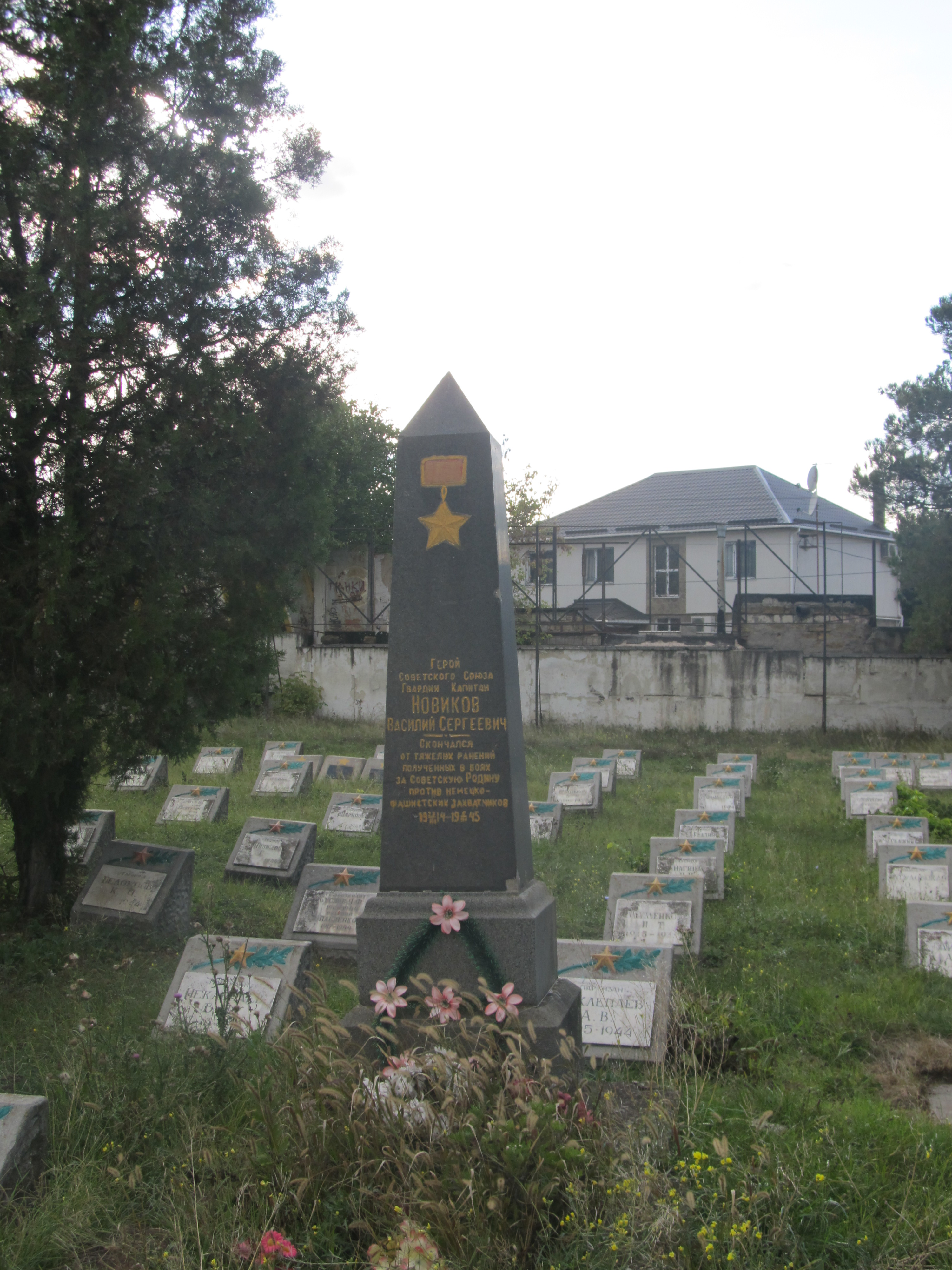
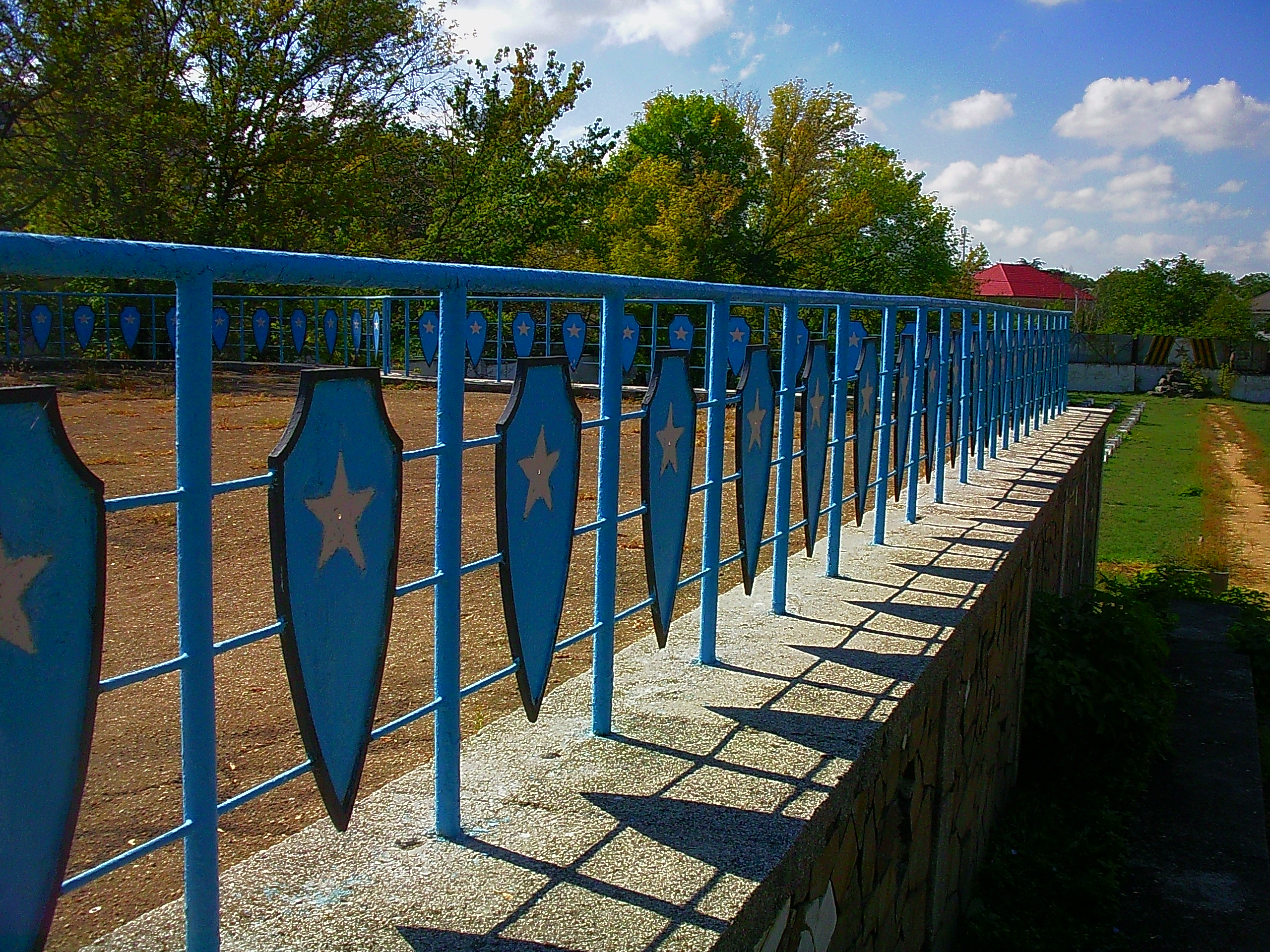
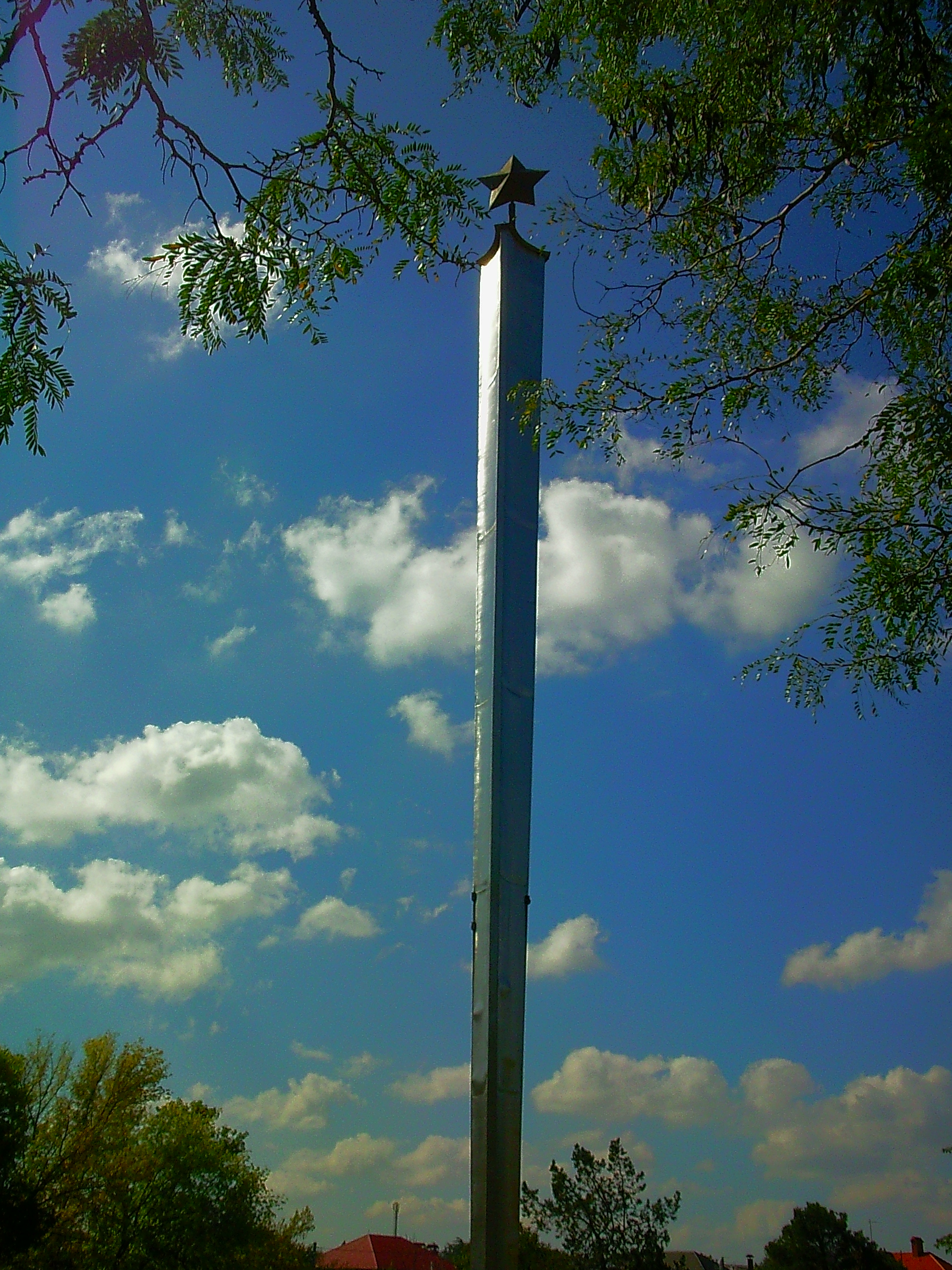
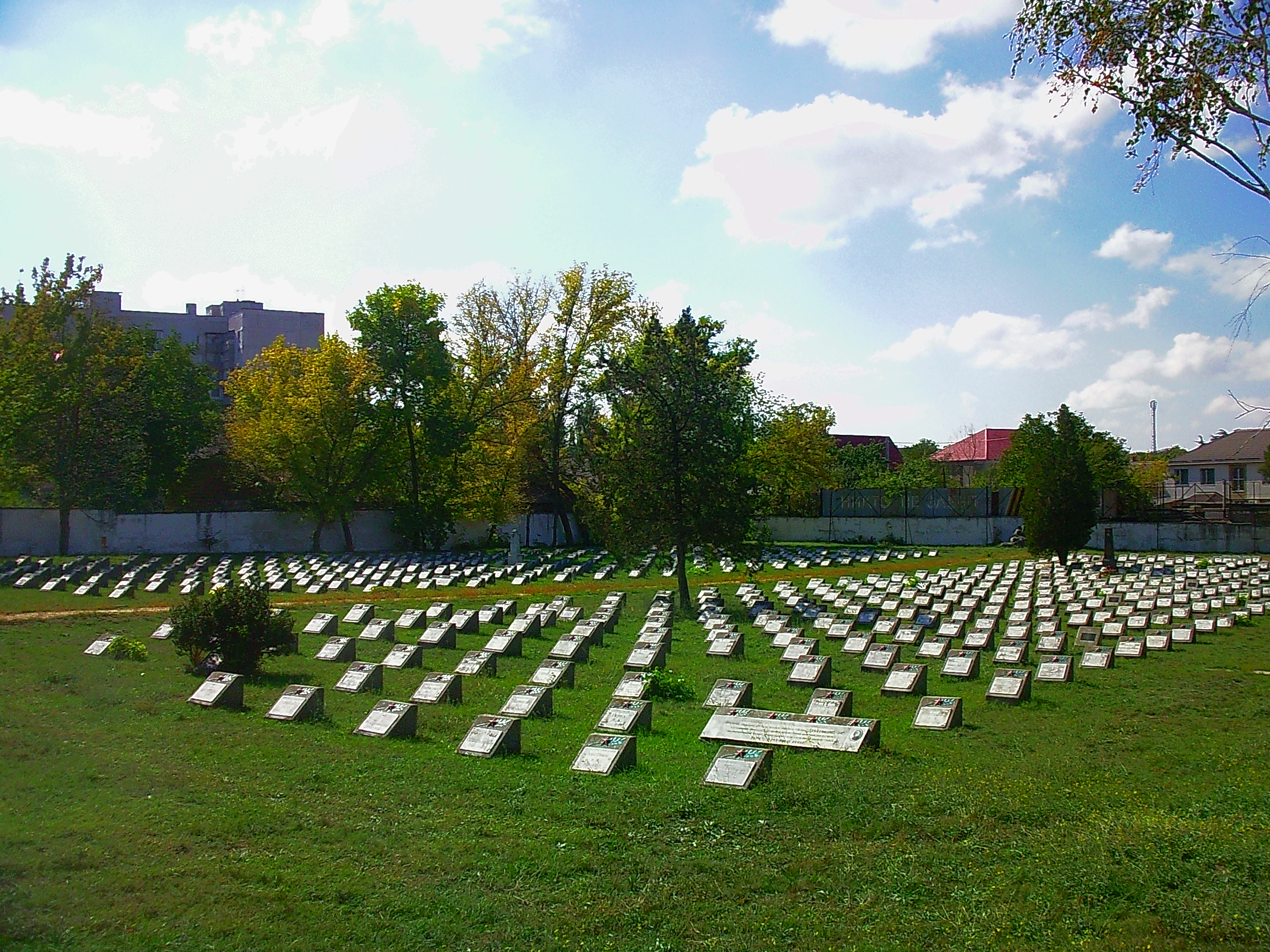
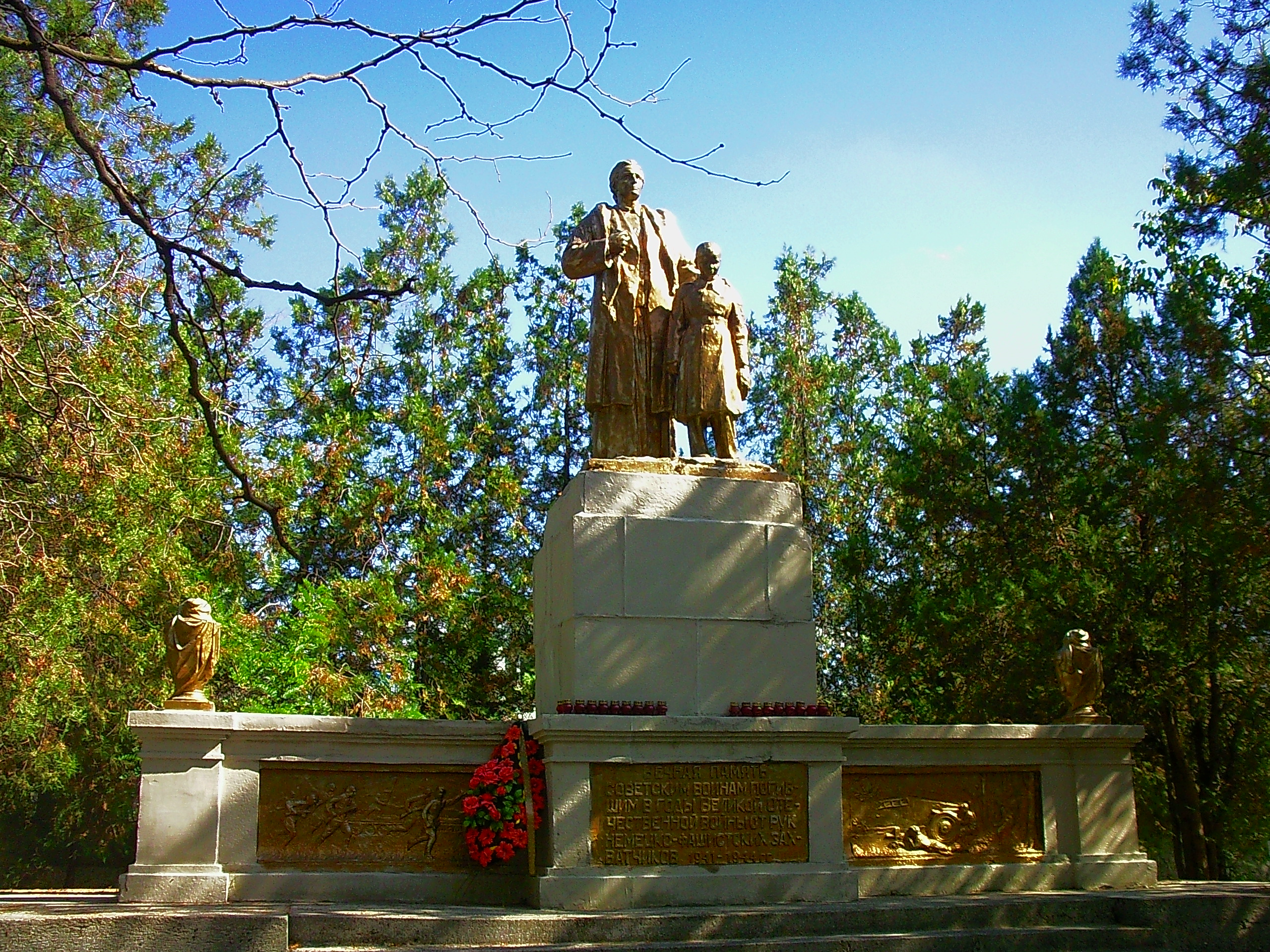
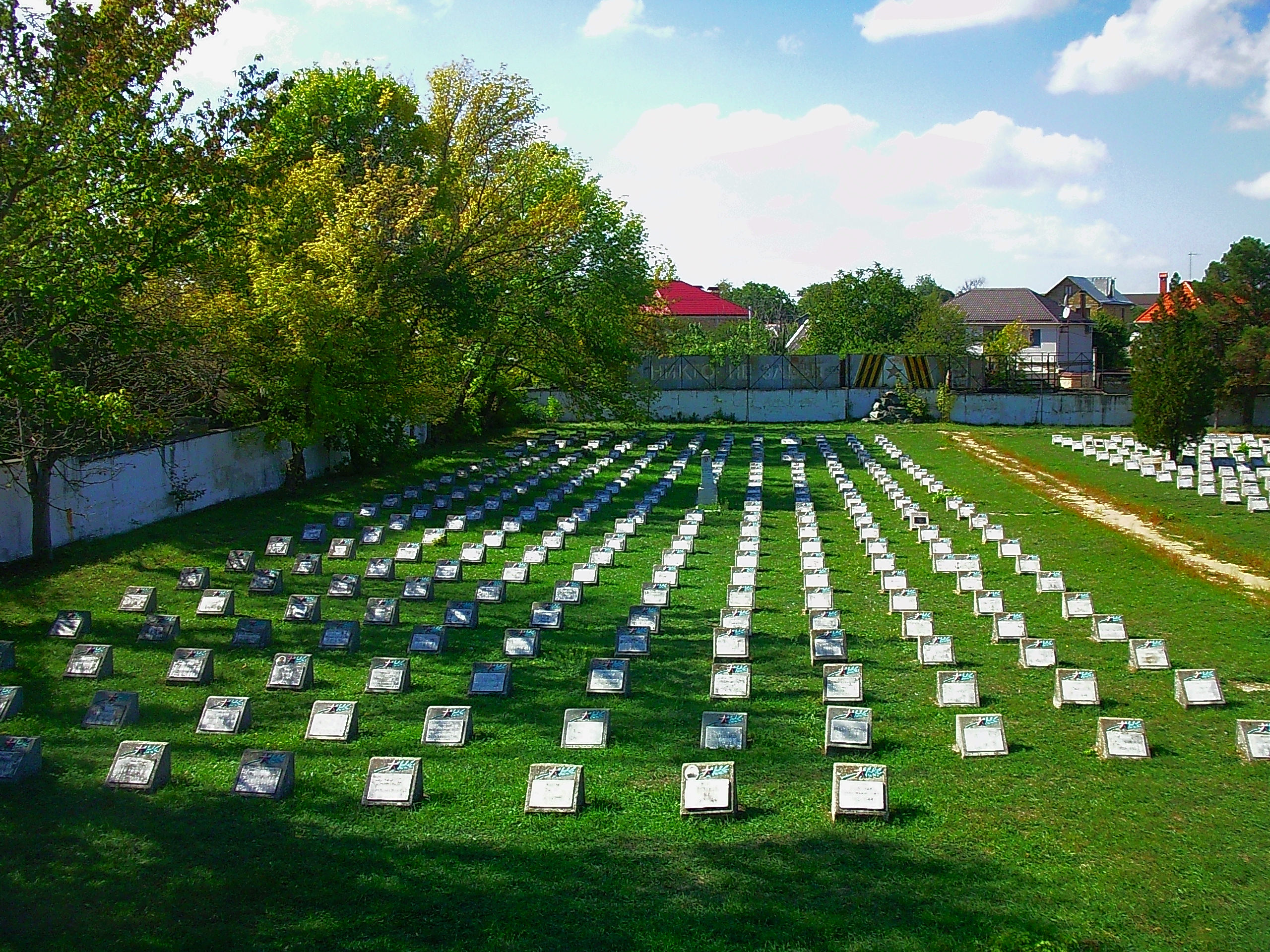
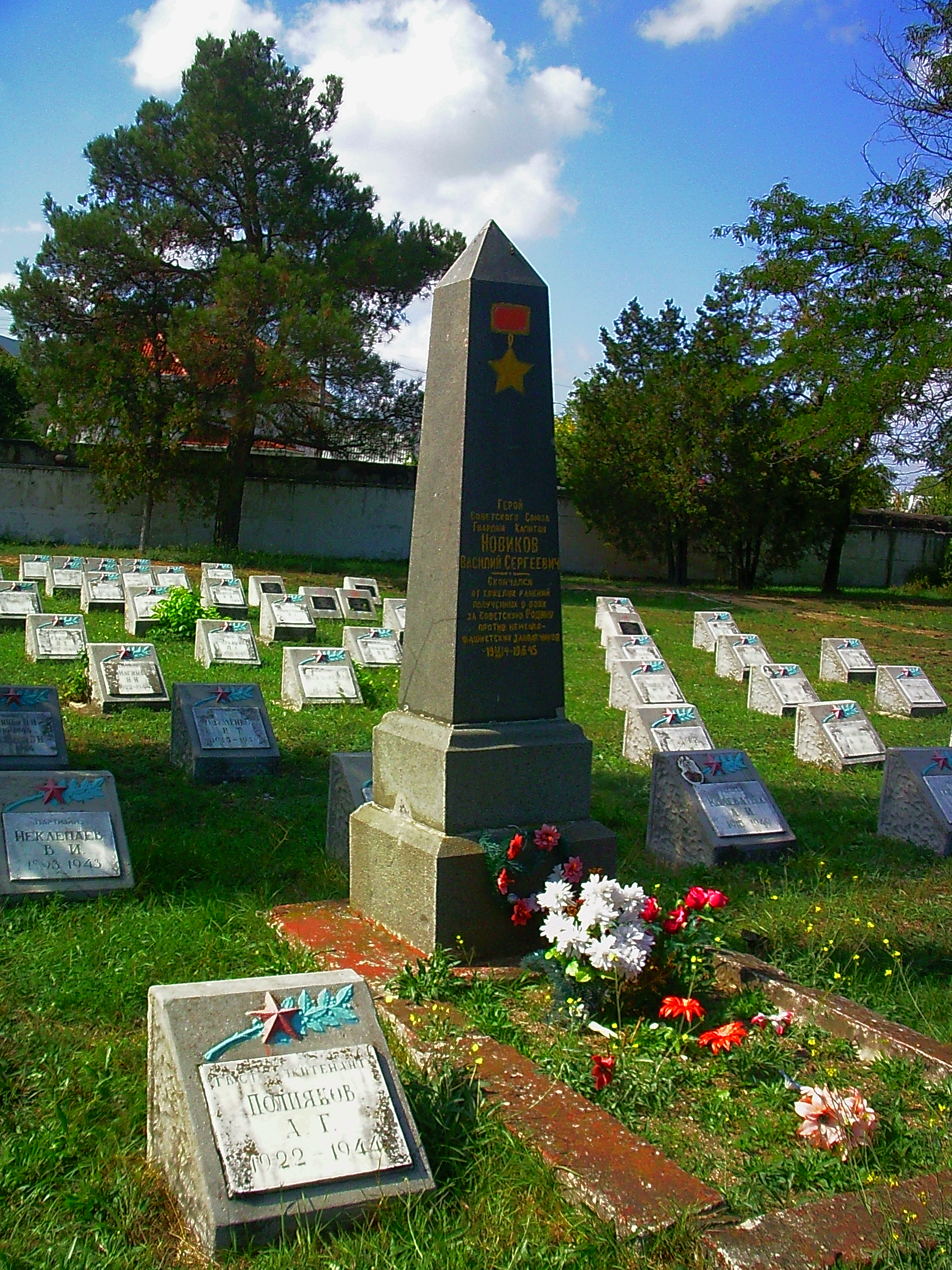
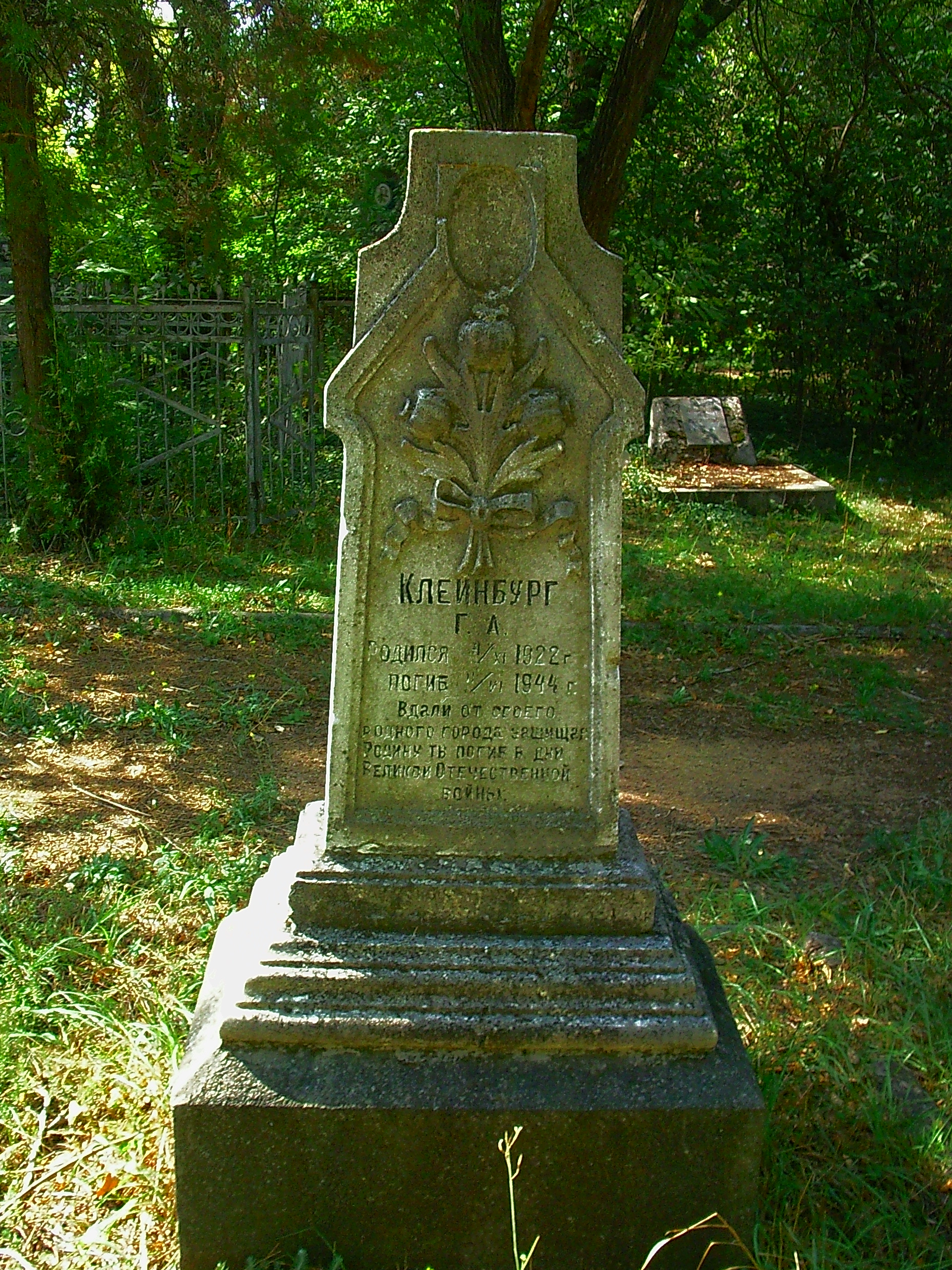
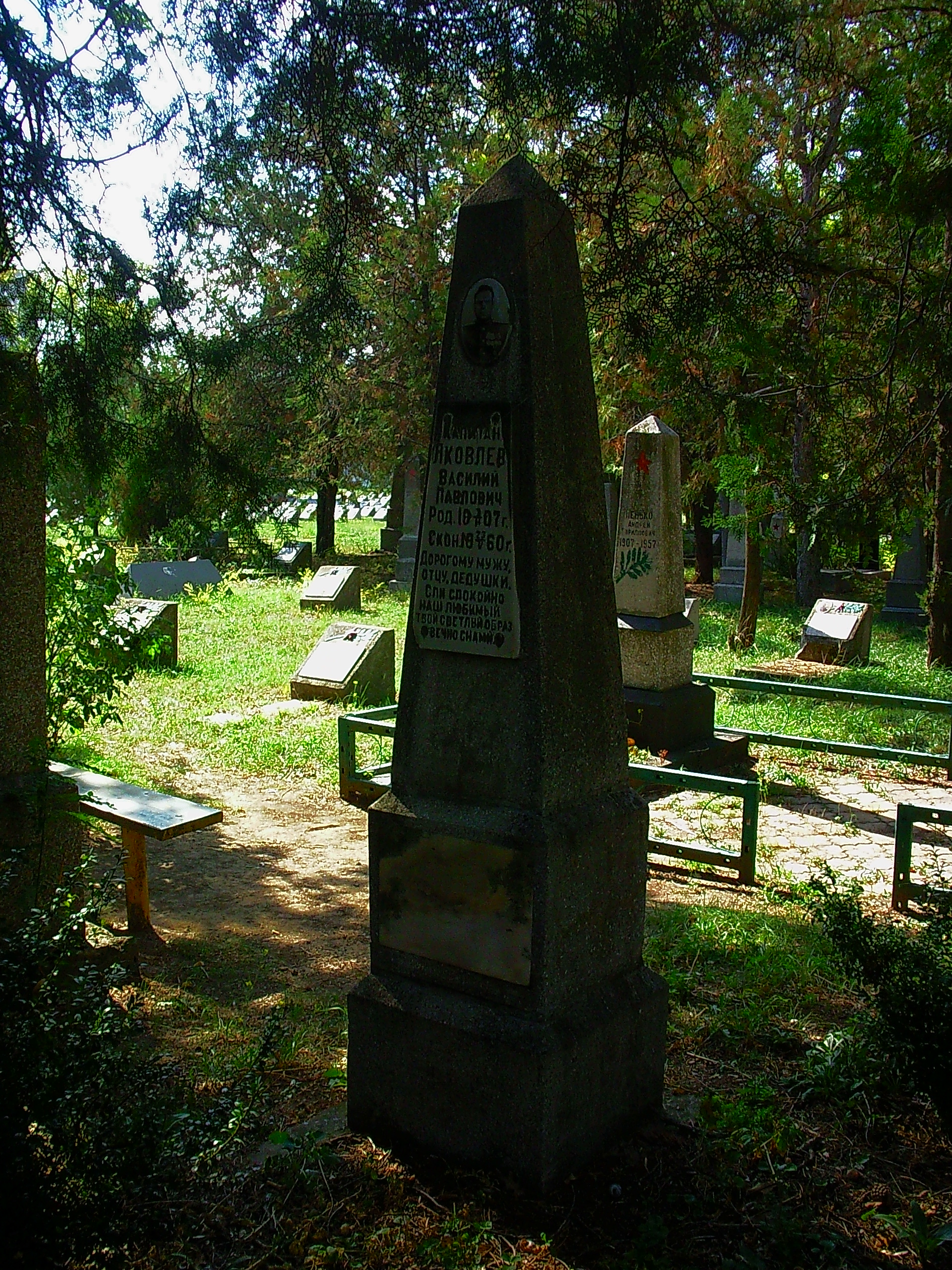